# Браун, Оло
Оло Макс Браун (англ. Olo Max Brown, родился 24 октября 1967 года в Апиа) — новозеландский регбист самоанского происхождения, выступавший на позиции столба. Считается одним из наиболее сильных столбов в истории новозеландской сборной 1990-х годов; карьеру завершил из-за серьёзной травмы шеи и спины.

## Биография

### Игровая карьера
На протяжении своей карьеры в любительскую эпоху регби Браун, пришедший в игру с овальным мячом из команды «Понсонби», соревновался в первенстве провинций и представлял команду Окленда. Несмотря на то, что скауты клуба оценили его как редкое дарование, Браун не был заявлен в 1988 году в сборную до 21 года («Кольтс»). С 1989 года он стал игроком основы, вытеснив даже Питера Фатиалофу из основного состава. Совместно с Шоном Фитцпатриком и Стивом Макдауэллом (позже Крэйгом Даудом) он создал ударную силу в первом ряду нападающих, которая во многом помогала «Окленду» и «Олл Блэкс» побеждать в матчах.
Дебют в сборной состоялся 6 ноября 1990 года в игре против второй сборной Франции в Ла-Рошели: к тому моменту в сборной Новой Зеландии было слишком много травмированных игроков, и Брауна вызвали из расположения второй сборной, проводившей турне по Канаде. 6 июня 1992 года в Веллингтоне состоялся его полноценный дебют в рядах «Олл Блэкс» в игре против Ирландии. В последующие шесть лет Браун не пропускал ни одного матча сборной, кроме игры группового этапа чемпионата мира 1995 года против Японии, когда он остался в резерве (на турнире новозеландцы дошли до финала, где проиграли хозяевам). В 1993 году помог команде победить «Львов» в серии матчей; в 1996 году участвовал в исторической победе над ЮАР в ещё одной серии матчей, уже в гостях. Участник розыгрыша первых трёх сезонов Супер 12 (1996, 1997 и 1998) в составе «Блюз». В своей карьере из 56 тест-матчей Браун выиграл 40, а также стал первым столбом «Олл Блэкс», пробившим отметку в 50 тест-матчей.
15 августа 1998 года в Дурбане в игре против ЮАР в рамках Кубка трёх наций Браун получил серьёзную травму шеи и спины и пропустил решающую игру против Австралии, в которой его должен был заменить Кес Мьюс. По иронии судьбы, Браун должен был принять участие в пресс-конференции, и на стадионе Оклендского университета журналисты столпились, пытаясь узнать у него, что с ним случилось. Формально не объявлявший о прекращении карьеры, Браун так и не продолжил выступления на каком-либо уровне.

### Вне регби
Браун окончил гимназию Маунт-Альберт в Окленде, где показал хорошую успеваемость; по профессии — бухгалтер-эксперт. Несмотря на свои выдающиеся игровые качества, Браун почти не появлялся на публике и отказывался давать интервью; все его публичные выступления состоялись только под давлением тренерского штаба и менеджеров «Олл Блэкс». Уже после вынужденного завершения карьеры Браун занялся профессионально юридической деятельностью.

### Стиль игры
Браун был краеугольным камнем участников схваток сборной Новой Зеландии, отличаясь техникой борьбы и большой физической силой. Его высоко оценивали все те, кто вёл схватки; особенно отмечал его успехи Шон Фитцпатрик, капитан команды, который утверждал, что Браун не раз помогал команде выигрывать схватки. Браун умел играть не только на позиции пропа, но и хукера. Брауна ставят выше таких столбов, как Стив Макдауэлл и Оуэн Фрэнкс.